# Атлантический брегмацер
Атлантический брегмацер (лат. Bregmaceros atlanticus) — вид лучепёрых рыб из рода брегмацеров. Распространены в Атлантическом океане.

## Описание
Максимальная длина тела — 6,7 см. Два спинных плавника и один длинный анальный плавник. Первый спинной плавник расположен в задней части головы (затылочное расположение); состоит из одного удлинённого гибкого луча, окончание которого достигает начала основания второго спинного плавника; в сложенном состоянии убирается в канавку на спине. Второй спинной плавник с 48—57 мягкими лучами. Позвонков 49-57. Голова средних размеров, округлое рыло с большими глазами. Сверху тело немного бурое, а снизу серебристое.

## Ареал
Распространены в субтропических и тропических водах Атлантического океана. Восточная Атлантика: от Мадейры до Анголы. Западная Атлантика: от Нью-Джерси до Гвианы, включая Мексиканский залив . Есть сомнительное наблюдение вида из Средиземного моря.

## Питание
Зоопланктон и фитопланктон, а также ракообразные.